# Dian Sastrowardoyo
Diandra Paramita Sastrowardoyo, mieux connue sous son nom de scène Dian Sastrowardoyo, née le 16 mars 1982 à Jakarta, est une actrice, mannequin, et socialite indonésienne.

## Biographie
Elle a remporté le prix de la meilleure actrice au Festival du film asiatique de Deauville pour son rôle dans Pasir Berbisik (en) en 2002. Elle est le visage de L'Oréal Paris Indonésie depuis 2010.

## Filmographie
- 2000 : Bintang jatuh (vidéo) : Donna
- 2001 : Pasir berbisik : Daya
- 2002 : Ada apa dengan cinta? : Cinta
- 2003 : Arisan! : femme dans le couloir
- 2004 : Puteri gunung ledang : la fille du vendeur de médicament
- 2005 : Banyu Biru : Sula
- 2005 : Ungu Violet : Kalin
- 2005 : Belahan jiwa
- 2008 : Drupadi : Drupadi
- 2008 : 3 doa 3 cinta : Dona Satelit
- 2014 : 7 Hari 24 Jam : Tania
- 2016 : Ada Apa dengan Cinta? 2 : Cinta
- 2017 : Kartini : Raden Adjeng Kartini
- 2018 : The Night Comes for Us : Alma
- 2024 : Cigarette Girl (en) (Gadis Kretek) : Dasiyah